# Danijel Subašić
Danijel Subašić (IPA: /dǎnijel sûbaʃitɕ/; Zara, 27 ottobre 1984) è un allenatore di calcio ed ex calciatore croato, di ruolo portiere, preparatore dei portieri della nazionale croata.
Con la nazionale croata è stato vicecampione del mondo nel 2018.

## Carriera

### Giocatore

#### Club

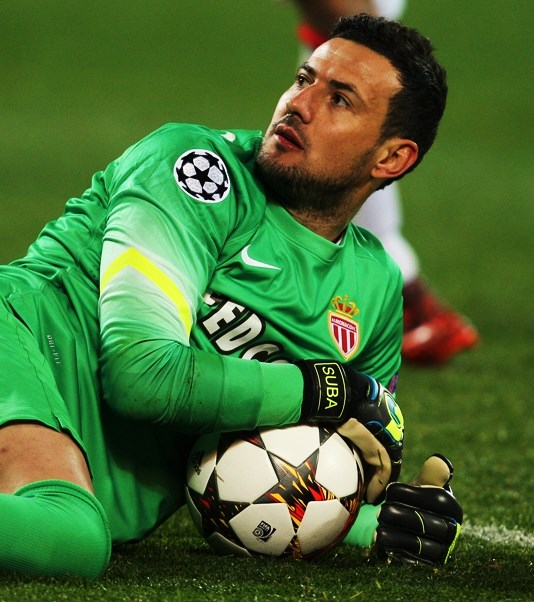
Subašić in Champions League con la maglia del nel 2014.

##### Gli inizi
Inizia la sua carriera con le giovanili dello Zara. Il 22 luglio del 2007 dove gioca la sua prima partita da professionista contro l'Hajduk Spalato (0-0), giocando tutti i 90 minuti. In totale con lo Zadar colleziona 82 presenze nell'arco di 5 stagioni.
Nella stagione 2008-2009 viene ceduto in prestito all'Hajduk Spalato, con cui debutta il 25 settembre dello stesso anno, nella partita pareggiata 1-1 contro l'Osijek. Riscattato a fine stagione, vestirà la maglia bianca per un quadriennio, collezionando un totale di 112 partite, di cui 14 in Europa League.

##### Monaco
Il 27 gennaio 2012 passa al Monaco, squadra militante nella Ligue 2. Esordisce con la squadra francese il 6 marzo 2012 contro l'Angers, partita vinta dal Monaco per 2-1. Durante il suo primo anno in Francia segna anche una rete, direttamente da calcio di punizione, all'ultima giornata contro il Boulogne. Al termine della stagione successiva il Monaco è promosso in Ligue 1 con due giornate d'anticipo. Subašić esordisce dunque in Ligue 1 nella prima giornata della stagione 2013-2014 contro il Bordeaux, partita vinta per 2-0. Il 16 settembre 2014, debutta in Champions League nella gara vinta 1-0 allo Stade Louis II contro il Bayer Leverkusen.
L'8 giugno 2020, dopo 292 presenze totali con i monegaschi e in scadenza di contratto, annuncia l'addio al club biancorosso.

##### Il ritorno a Spalato ed il ritiro
Il 22 settembre 2021 torna dopo 9 anni all'Hajduk Spalato e, firmando da svincolato un contratto valido fino all'estate del 2023, prende la maglia numero 1.
Il 26 ottobre seguente torna tra i pali in una partita ufficiale dopo quasi due anni dall'ultima volta, disputa dal primo minuto l'ottavo di finale di Coppa di Croazia vinto in casa del Belišće (1-5).
L'11 dicembre fa il suo ritorno anche in campionato, subentra nel secondo tempo al posto di Lovre Kalinić nel match in esterna pareggiato 3-3 contro la Lokomotiva Zagabria. Termina la stagione con i Majstori s mora con la vittoria della Coppa di Croazia dove ha difeso i pali dei spalatini negli ottavi e nei quarti di finale della competizione.
Il 28 maggio 2023, indossando la fascia di capitano, disputa contro il Sebenico la sua ultima partita da calciatore; esce dal campo al 24º minuto in onore del suo amico morto a 24 anni Hrvoje Ćustić.

#### Nazionale

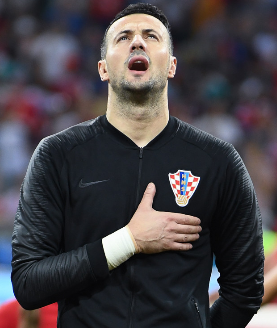
Subašić in nazionale nel 2018.

Debutta nella nazionale croata il 15 novembre 2009, nell'amichevole vinta 5-0 contro il Liechtenstein. In seguito partecipa da riserva al campionato d'Europa 2012 e al campionato del mondo 2014.
Convocato come titolare per il campionato d'Europa 2016 in Francia, nella manifestazione continentale è stato protagonista soprattutto nella partita vinta 2-1 contro la Spagna, valida per definire le gerarchie del gruppo D, con una parata sul calcio di rigore di Sergio Ramos, concesso dall'arbitro al 72', con il risultato ancora sull'1-1.
Titolare anche in occasione del campionato del mondo 2018 in Russia, para tre tiri di rigore nell'ottavo contro la Danimarca, portando la sua nazionale ai quarti di finale e producendosi in un exploit che prima di lui era riuscito soltanto a Ricardo Pereira in un Portogallo-Inghilterra del 2006. Dopo aver vinto ai rigori contro la Russia e ai tempi supplementari contro l'Inghilterra per 2-1, la Croazia viene sconfitta in finale 4-2 dalla Francia.
Il 15 agosto 2018 annuncia il suo ritiro dalla rappresentativa nazionale.

### Allenatore
Pochi mesi dopo il ritiro dall'attività agonistica, il 25 settembre 2023 Subašić entra nello staff della nazionale croata in qualità di preparatore dei portieri del selezionatore Zlatko Dalić, affiancandosi così a Marijan Mrmić.

## Statistiche

### Presenze e reti nel club
Statistiche aggiornate al 31 maggio 2023.
| Stagione              | Squadra               | Campionato            | Campionato | Campionato | Coppe nazionali | Coppe nazionali | Coppe nazionali | Coppe continentali | Coppe continentali | Coppe continentali | Altre coppe | Altre coppe | Altre coppe | Totale | Totale  |
| Stagione              | Squadra               | Comp                  | Pres       | Reti       | Comp            | Pres            | Reti            | Comp               | Pres               | Reti               | Comp        | Pres        | Reti        | Pres   | Reti    |
| --------------------- | --------------------- | --------------------- | ---------- | ---------- | --------------- | --------------- | --------------- | ------------------ | ------------------ | ------------------ | ----------- | ----------- | ----------- | ------ | ------- |
| 2003-2004             | Zara                  | 1. HNL                | 1          | -5         | HNK             | 0               | 0               | -                  | -                  | -                  | -           | -           | -           | 1      | -5      |
| 2004-2005             | Zara                  | 1. HNL                | 12         | -30        | HNK             | 0               | 0               | -                  | -                  | -                  | -           | -           | -           | 12     | -30     |
| 2005-2006             | Zara                  | 2. HNL                | 27         | -?         | HNK             | 1               | 0               | -                  | -                  | -                  | -           | -           | -           | 28     | -?      |
| 2006-2007             | Zara                  | 2. HNL                | 13         | -?         | HNK             | 0               | 0               | -                  | -                  | -                  | -           | -           | -           | 13     | -?      |
| 2007-2008             | Zara                  | 1. HNL                | 28         | -43        | HNK             | 0               | 0               | -                  | -                  | -                  | -           | -           | -           | 28     | -43     |
| Totale Zadar          | Totale Zadar          | Totale Zadar          | 81         | -78+       |                 | 1               | 0               |                    | -                  | -                  |             | -           | -           | 82     | -78+    |
| 2008-2009             | Hajduk Spalato        | 1. HNL                | 31         | -22        | HNK             | 8               | -?              | CU                 | 3                  | -2                 | -           | -           | -           | 42     | -24+    |
| 2009-2010             | Hajduk Spalato        | 1. HNL                | 28         | -19        | HNK             | 6               | -2              | UEL                | 2                  | -2                 | -           | -           | -           | 36     | -23+    |
| 2010-2011             | Hajduk Spalato        | 1. HNL                | 20         | -19        | HNK             | 0               | 0               | UEL                | 7                  | -12                | SC          | 1           | -1          | 28     | -32     |
| 2011-gen. 2012        | Hajduk Spalato        | 1. HNL                | 16         | -11        | HNK             | 2               | -2              | UEL                | 2                  | -2                 | -           | -           | -           | 20     | -15     |
| gen.-giu. 2012        | Monaco                | L2                    | 17         | -17; 1     | CF+CdL          | 0+0             | 0               | -                  | -                  | -                  | -           | -           | -           | 17     | -17; 1  |
| 2012-2013             | Monaco                | L2                    | 35         | -27        | CF+CdL          | 0+0             | 0               | -                  | -                  | -                  | -           | -           | -           | 35     | -27     |
| 2013-2014             | Monaco                | L1                    | 35         | -29        | CF+CdL          | 0+0             | 0               | -                  | -                  | -                  | -           | -           | -           | 35     | -29     |
| 2014-2015             | Monaco                | L1                    | 37         | -25        | CF+CdL          | 0+0             | 0               | UCL                | 10                 | -5                 | -           | -           | -           | 47     | -30     |
| 2015-2016             | Monaco                | L1                    | 36         | -50        | CF+CdL          | 0+0             | 0               | UCL+UEL            | 4+6                | -5 + -9            | -           | -           | -           | 46     | -64     |
| 2016-2017             | Monaco                | L1                    | 36         | -28        | CF+CdL          | 0+4             | -5              | UCL                | 14                 | -19                | -           | -           | -           | 54     | -52     |
| 2017-2018             | Monaco                | L1                    | 34         | -41        | CF+CdL          | 0+2             | -3              | UCL                | 3                  | -7                 | SF          | 1           | -2          | 40     | -53     |
| 2018-2019             | Monaco                | L1                    | 14         | -12        | CF+CdL          | 1+1             | -2 + -3         | UCL                | 1                  | -3                 | SF          | 0           | 0           | 17     | -20     |
| 2019-2020             | Monaco                | L1                    | 0          | 0          | CF+CdL          | 0+1             | 0 + -3          | -                  | -                  | -                  | -           | -           | -           | 1      | -3      |
| Totale Monaco         | Totale Monaco         | Totale Monaco         | 244        | -229; 1    |                 | 9               | -16             |                    | 38                 | -48                |             | 1           | -2          | 292    | -295; 1 |
| set. 2021-2022        | Hajduk Spalato        | 1. HNL                | 4          | -6         | HNK             | 2               | -2              | UECL               | -                  | -                  | -           | -           | -           | 6      | -8      |
| 2022-2023             | Hajduk Spalato        | HNL                   | 1          | -0         | HNK             | 0               | 0               | UECL               | 0                  | 0                  | SC          | 0           | 0           | 1      | -0      |
| Totale Hajduk Spalato | Totale Hajduk Spalato | Totale Hajduk Spalato | 100        | -77        |                 | 18              | -6+             |                    | 14                 | -18                |             | 1           | -1          | 133    | -102+   |
| Totale carriera       | Totale carriera       | Totale carriera       | 425        | -384+; 1   |                 | 28              | -22             |                    | 52                 | -66                |             | 2           | -3          | 507    | -475; 1 |

### Cronologia presenze e reti in nazionale
| Cronologia completa delle presenze e delle reti in nazionale ― Croazia | Cronologia completa delle presenze e delle reti in nazionale ― Croazia | Cronologia completa delle presenze e delle reti in nazionale ― Croazia | Cronologia completa delle presenze e delle reti in nazionale ― Croazia | Cronologia completa delle presenze e delle reti in nazionale ― Croazia | Cronologia completa delle presenze e delle reti in nazionale ― Croazia | Cronologia completa delle presenze e delle reti in nazionale ― Croazia | Cronologia completa delle presenze e delle reti in nazionale ― Croazia |
| Data                                                                   | Città                                                                  | In casa                                                                | Risultato                                                              | Ospiti                                                                 | Competizione                                                           | Reti                                                                   | Note                                                                   |
| ---------------------------------------------------------------------- | ---------------------------------------------------------------------- | ---------------------------------------------------------------------- | ---------------------------------------------------------------------- | ---------------------------------------------------------------------- | ---------------------------------------------------------------------- | ---------------------------------------------------------------------- | ---------------------------------------------------------------------- |
| 14-11-2009                                                             | Vinkovci                                                               | Croazia                                                                | 5 – 0                                                                  | Liechtenstein                                                          | Amichevole                                                             | -                                                                      |                                                                        |
| 19-5-2010                                                              | Klagenfurt                                                             | Austria                                                                | 0 – 1                                                                  | Croazia                                                                | Amichevole                                                             | -                                                                      |                                                                        |
| 26-5-2010                                                              | Tallinn                                                                | Estonia                                                                | 0 – 0                                                                  | Croazia                                                                | Amichevole                                                             | -                                                                      |                                                                        |
| 25-5-2012                                                              | Pola                                                                   | Croazia                                                                | 3 – 1                                                                  | Estonia                                                                | Amichevole                                                             | -1                                                                     |                                                                        |
| 10-6-2013                                                              | Ginevra                                                                | Croazia                                                                | 0 – 1                                                                  | Portogallo                                                             | Amichevole                                                             | -1                                                                     |                                                                        |
| 5-3-2014                                                               | San Gallo                                                              | Svizzera                                                               | 2 – 2                                                                  | Croazia                                                                | Amichevole                                                             | -2                                                                     |                                                                        |
| 4-9-2014                                                               | Pola                                                                   | Croazia                                                                | 2 – 0                                                                  | Cipro                                                                  | Amichevole                                                             | -                                                                      |                                                                        |
| 9-9-2014                                                               | Zagabria                                                               | Croazia                                                                | 2 – 0                                                                  | Malta                                                                  | Qual. Euro 2016                                                        | -                                                                      |                                                                        |
| 10-10-2014                                                             | Sofia                                                                  | Bulgaria                                                               | 0 – 1                                                                  | Croazia                                                                | Qual. Euro 2016                                                        | -                                                                      |                                                                        |
| 13-10-2014                                                             | Osijek                                                                 | Croazia                                                                | 6 – 0                                                                  | Azerbaigian                                                            | Qual. Euro 2016                                                        | -                                                                      |                                                                        |
| 16-11-2014                                                             | Milano                                                                 | Italia                                                                 | 1 – 1                                                                  | Croazia                                                                | Qual. Euro 2016                                                        | -1                                                                     |                                                                        |
| 28-3-2015                                                              | Zagabria                                                               | Croazia                                                                | 5 – 1                                                                  | Norvegia                                                               | Qual. Euro 2016                                                        | -1                                                                     |                                                                        |
| 7-6-2015                                                               | Varaždin                                                               | Croazia                                                                | 4 – 0                                                                  | Gibilterra                                                             | Amichevole                                                             | -                                                                      |                                                                        |
| 12-6-2015                                                              | Spalato                                                                | Croazia                                                                | 1 – 1                                                                  | Italia                                                                 | Qual. Euro 2016                                                        | -1                                                                     |                                                                        |
| 3-9-2015                                                               | Baku                                                                   | Azerbaigian                                                            | 0 – 0                                                                  | Croazia                                                                | Qual. Euro 2016                                                        | -                                                                      |                                                                        |
| 6-9-2015                                                               | Oslo                                                                   | Norvegia                                                               | 2 – 0                                                                  | Croazia                                                                | Qual. Euro 2016                                                        | -2                                                                     |                                                                        |
| 10-10-2015                                                             | Zagabria                                                               | Croazia                                                                | 3 – 0                                                                  | Bulgaria                                                               | Qual. Euro 2016                                                        | -                                                                      |                                                                        |
| 13-10-2015                                                             | Ta' Qali                                                               | Malta                                                                  | 0 – 1                                                                  | Croazia                                                                | Qual. Euro 2016                                                        | -                                                                      |                                                                        |
| 23-3-2016                                                              | Osijek                                                                 | Croazia                                                                | 2 – 0                                                                  | Israele                                                                | Amichevole                                                             | -                                                                      | 46’                                                                    |
| 27-5-2016                                                              | Koprivnica                                                             | Croazia                                                                | 1 – 0                                                                  | Moldavia                                                               | Amichevole                                                             | -                                                                      |                                                                        |
| 4-6-2016                                                               | Fiume                                                                  | Croazia                                                                | 10 – 0                                                                 | San Marino                                                             | Amichevole                                                             | -                                                                      |                                                                        |
| 12-6-2016                                                              | Parigi                                                                 | Turchia                                                                | 0 – 1                                                                  | Croazia                                                                | Euro 2016 - 1º turno                                                   | -                                                                      |                                                                        |
| 17-6-2016                                                              | Saint-Étienne                                                          | Rep. Ceca                                                              | 2 – 2                                                                  | Croazia                                                                | Euro 2016 - 1º turno                                                   | -2                                                                     |                                                                        |
| 21-6-2016                                                              | Bordeaux                                                               | Croazia                                                                | 2 – 1                                                                  | Spagna                                                                 | Euro 2016 - 1º turno                                                   | -1                                                                     |                                                                        |
| 25-6-2016                                                              | Lens                                                                   | Croazia                                                                | 0 – 1                                                                  | Portogallo                                                             | Euro 2016 - Ottavi di finale                                           | -1                                                                     |                                                                        |
| 6-10-2016                                                              | Scutari                                                                | Kosovo                                                                 | 0 – 6                                                                  | Croazia                                                                | Qual. Mondiali 2018                                                    | -                                                                      |                                                                        |
| 9-10-2016                                                              | Tampere                                                                | Finlandia                                                              | 0 – 1                                                                  | Croazia                                                                | Qual. Mondiali 2018                                                    | -                                                                      |                                                                        |
| 12-11-2016                                                             | Zagabria                                                               | Croazia                                                                | 2 – 0                                                                  | Islanda                                                                | Qual. Mondiali 2018                                                    | -                                                                      |                                                                        |
| 24-3-2017                                                              | Zagabria                                                               | Croazia                                                                | 1 – 0                                                                  | Ucraina                                                                | Qual. Mondiali 2018                                                    | -                                                                      |                                                                        |
| 3-9-2017                                                               | Zagabria                                                               | Croazia                                                                | 1 – 0                                                                  | Kosovo                                                                 | Qual. Mondiali 2018                                                    | -                                                                      |                                                                        |
| 5-9-2017                                                               | Eskişehir                                                              | Turchia                                                                | 1 – 0                                                                  | Croazia                                                                | Qual. Mondiali 2018                                                    | -1                                                                     |                                                                        |
| 6-10-2017                                                              | Fiume                                                                  | Croazia                                                                | 1 – 1                                                                  | Finlandia                                                              | Qual. Mondiali 2018                                                    | -1                                                                     |                                                                        |
| 9-10-2017                                                              | Kiev                                                                   | Ucraina                                                                | 0 – 2                                                                  | Croazia                                                                | Qual. Mondiali 2018                                                    | -                                                                      |                                                                        |
| 9-11-2017                                                              | Zagabria                                                               | Croazia                                                                | 4 – 1                                                                  | Grecia                                                                 | Qual. Mondiali 2018                                                    | -1                                                                     |                                                                        |
| 12-11-2017                                                             | Atene                                                                  | Grecia                                                                 | 0 – 0                                                                  | Croazia                                                                | Qual. Mondiali 2018                                                    | -                                                                      |                                                                        |
| 24-3-2018                                                              | Miami Gardens                                                          | Perù                                                                   | 2 – 0                                                                  | Croazia                                                                | Amichevole                                                             | -2                                                                     |                                                                        |
| 3-6-2018                                                               | Liverpool                                                              | Brasile                                                                | 2 – 0                                                                  | Croazia                                                                | Amichevole                                                             | -2                                                                     |                                                                        |
| 8-6-2018                                                               | Osijek                                                                 | Croazia                                                                | 2 – 1                                                                  | Senegal                                                                | Amichevole                                                             | -1                                                                     | 67’                                                                    |
| 16-6-2018                                                              | Kaliningrad                                                            | Croazia                                                                | 2 – 0                                                                  | Nigeria                                                                | Mondiali 2018 - 1º turno                                               | -                                                                      |                                                                        |
| 21-6-2018                                                              | Nižnij Novgorod                                                        | Argentina                                                              | 0 – 3                                                                  | Croazia                                                                | Mondiali 2018 - 1º turno                                               | -                                                                      |                                                                        |
| 1-7-2018                                                               | Nižnij Novgorod                                                        | Croazia                                                                | 1 – 1 dts (3 – 2 dtr)                                                  | Danimarca                                                              | Mondiali 2018 - Ottavi di finale                                       | -1                                                                     |                                                                        |
| 7-7-2018                                                               | Soči                                                                   | Russia                                                                 | 2 – 2 dts (3 – 4 dtr)                                                  | Croazia                                                                | Mondiali 2018 - Quarti di finale                                       | -2                                                                     |                                                                        |
| 11-7-2018                                                              | Mosca                                                                  | Croazia                                                                | 2 – 1 dts                                                              | Inghilterra                                                            | Mondiali 2018 - Semifinale                                             | -1                                                                     |                                                                        |
| 15-7-2018                                                              | Mosca                                                                  | Francia                                                                | 4 – 2                                                                  | Croazia                                                                | Mondiali 2018 - Finale                                                 | -4                                                                     |                                                                        |
| Totale                                                                 |                                                                        | Presenze                                                               | 44                                                                     |                                                                        | Reti                                                                   | -29                                                                    |                                                                        |

| Cronologia completa delle presenze e delle reti in nazionale ― Croazia under 21 | Cronologia completa delle presenze e delle reti in nazionale ― Croazia under 21 | Cronologia completa delle presenze e delle reti in nazionale ― Croazia under 21 | Cronologia completa delle presenze e delle reti in nazionale ― Croazia under 21 | Cronologia completa delle presenze e delle reti in nazionale ― Croazia under 21 | Cronologia completa delle presenze e delle reti in nazionale ― Croazia under 21 | Cronologia completa delle presenze e delle reti in nazionale ― Croazia under 21 | Cronologia completa delle presenze e delle reti in nazionale ― Croazia under 21 |
| Data                                                                            | Città                                                                           | In casa                                                                         | Risultato                                                                       | Ospiti                                                                          | Competizione                                                                    | Reti                                                                            | Note                                                                            |
| ------------------------------------------------------------------------------- | ------------------------------------------------------------------------------- | ------------------------------------------------------------------------------- | ------------------------------------------------------------------------------- | ------------------------------------------------------------------------------- | ------------------------------------------------------------------------------- | ------------------------------------------------------------------------------- | ------------------------------------------------------------------------------- |
| 1-3-2006                                                                        | Fiume                                                                           | Croazia under 21                                                                | 2 – 1                                                                           | Danimarca under 21                                                              | Amichevole                                                                      | -1                                                                              |                                                                                 |
| 18-5-2006                                                                       | Pau                                                                             | Francia under 21                                                                | 1 – 0                                                                           | Croazia under 21                                                                | Amichevole                                                                      | -1                                                                              |                                                                                 |
| 1-8-2006                                                                        | Costrena                                                                        | Croazia under 21                                                                | 4 – 1                                                                           | Bosnia ed Erzegovina under 21                                                   | Amichevole                                                                      | -1                                                                              | 82’                                                                             |
| 15-8-2006                                                                       | Grosseto                                                                        | Italia under 21                                                                 | 0 – 0                                                                           | Croazia under 21                                                                | Amichevole                                                                      | -                                                                               |                                                                                 |
| 3-9-2006                                                                        | Sofia                                                                           | Bulgaria under 21                                                               | 2 – 1                                                                           | Croazia under 21                                                                | Qual. Europeo Under-21 2007                                                     | -2                                                                              |                                                                                 |
| 6-9-2006                                                                        | Fiume                                                                           | Croazia under 21                                                                | 1 – 2                                                                           | Ucraina under 21                                                                | Qual. Europeo Under-21 2007                                                     | -2                                                                              |                                                                                 |
| Totale                                                                          |                                                                                 | Presenze                                                                        | 6                                                                               |                                                                                 | Reti                                                                            | -7                                                                              |                                                                                 |

## Palmares

### Club

#### Competizioni nazionali
- Coppa di Croazia: 3

Hajduk Spalato: 2009-2010, 2021-2022, 2022-2023
- Ligue 2: 1

Monaco: 2012-2013
- Campionato francese: 1

Monaco: 2016-2017